# 仙川站
仙川站（日语：／ Sengawa eki */?）是一個位於東京都調布市仙川町一丁目，屬於京王電鐵京王線的鐵路車站。車站編號是KO13。

## 年表
- 1913年4月15日，作為京王電氣軌道的車站啟用，最初名為下仙川站。
- 1917年，改稱仙川站。
- 1944年5月31日，京王與東京急行電鐵合併後，仙川站作為京王線的車站運行。
- 1948年6月1日，東急與京王帝都電鐵分拆，仙川站成為京王的車站。
- 1963年10月1日，準急停駛。仙川站變更為只有各站停車的車站。
- 1996年10月，增設上線月台。
- 2001年3月27日，快速開始在仙川站停站。
- 2013年2月22日，以KO13作為仙川站的編號。

### 站名由來
來自車站北側的仙川。

## 車站構造
仙川站為2面2線單線月台。由於仙川町一帶地勢高於軌道，因此車站是半地下構造。剪票口位於南側。
2010年，月台設置LED式、剪票口前設置LCD式發車標。

### 月台配置
| 月台 | 路線   | 方向 | 目的地                               |
| ---- | ------ | ---- | ------------------------------------ |
| 1    | 京王線 | 下行 | 調布、橋本、京王八王子、高尾山口方向 |
| 2    | 京王線 | 上行 | 明大前、笹塚、新宿、新宿線方向       |

## 使用情況
2016年度一日平均上下車人次為80,005人。自2001年快速車次停靠本站後，使用人數急速增加，車站腹地除了調布市，還包括了三鷹市新川與中原地區、世田谷區部分上祖師谷地區與給田地區等。
| 年度               | 一日平均 上下車人次 | 一日平均 上車人次 | 出典   |
| ------------------ | ------------------- | ----------------- | ------ |
| 1955年（昭和30年） | 11,392              |                   |        |
| 1960年（昭和35年） | 19,807              |                   |        |
| 1965年（昭和40年） | 34,576              |                   |        |
| 1970年（昭和45年） | 39,565              |                   |        |
| 1975年（昭和50年） | 41,101              |                   |        |
| 1980年（昭和55年） | 42,118              |                   |        |
| 1985年（昭和60年） | 49,322              | 24,837            |        |
| 1990年（平成02年） | 55,373              | 27,699            | [ 5 ]  |
| 1991年（平成03年） |                     | 28,230            | [ 6 ]  |
| 1992年（平成04年） |                     | 28,427            | [ 7 ]  |
| 1993年（平成05年） |                     | 28,274            | [ 8 ]  |
| 1994年（平成06年） |                     | 28,093            | [ 9 ]  |
| 1995年（平成07年） | 56,813              | 28,271            | [ 10 ] |
| 1996年（平成08年） |                     | 27,893            | [ 11 ] |
| 1997年（平成09年） | 56,966              | 28,475            | [ 12 ] |
| 1998年（平成10年） | 57,500              | 28,787            | [ 13 ] |
| 1999年（平成11年） | 57,851              | 28,957            | [ 14 ] |
| 2000年（平成12年） | 59,279              | 29,729            | [ 15 ] |
| 2001年（平成13年） | 61,677              | 31,086            | [ 16 ] |
| 2002年（平成14年） | 63,633              | 32,112            | [ 17 ] |
| 2003年（平成15年） | 66,179              | 33,478            | [ 18 ] |
| 2004年（平成16年） | 66,887              | 33,816            | [ 19 ] |
| 2005年（平成17年） | 67,958              | 34,160            | [ 20 ] |
| 2006年（平成18年） | 69,268              | 34,689            | [ 21 ] |
| 2007年（平成19年） | 71,041              | 35,571            | [ 22 ] |
| 2008年（平成20年） | 71,525              | 35,781            | [ 23 ] |
| 2009年（平成21年） | 71,174              | 35,575            | [ 24 ] |
| 2010年（平成22年） | 70,943              | 35,470            | [ 25 ] |
| 2011年（平成23年） | 71,480              | 35,774            | [ 26 ] |
| 2012年（平成24年） | 72,452              | 36,255            | [ 27 ] |
| 2013年（平成25年） | 75,055              |                   |        |
| 2014年（平成26年） | 75,445              |                   |        |
| 2015年（平成27年） | 77,261              |                   |        |
| 2016年（平成28年） | 80,005              |                   |        |

## 車站周邊
車站周邊的商業區吸引了千歲烏山、杜鵑丘、深大寺、三鷹、成城、狛江等地民眾前來購物消費。

### 站房內
- 京王store（日语：京王ストア）仙川車站大樓店
- 啓文堂書店（日语：京王書籍販売）

### 北側
- 國道20號（甲州街道）
- 都營仙川公寓
- 調布仙川二郵便局
- 調布綠丘郵便局
- 白百合女子大學
- 調布市立第八中學校（日语：調布市立第八中学校）
- Kewpie（日语：キユーピー）仙川kewport
- 榮太樓總本鋪（日语：榮太樓總本鋪）調布工場
- 瑞穗銀行調布仙川支店
- 小田急巴士（日语：小田急バス）本社
- Origin東秀（日语：オリジン東秀）本社
- 稻毛屋（日语：いなげや）調布仙川店

### 南側
- 調布市仙川劇場（日语：調布市せんがわ劇場）
- 警視廳調布警察署（日语：調布警察署）仙川交番
- 調布仙川郵便局
- 世田谷上祖師谷郵便局
- 西友仙川店
- Queen's伊勢丹（日语：クイーンズ伊勢丹）仙川店
- 丸正飯塚（日语：丸正チェーン商事）仙川店
- UNIQLO仙川店
- TSUTAYA仙川店
- 學校法人桐朋學園（日语：学校法人桐朋学園）
  - 桐朋學園大學
  - 桐朋學園藝術短期大學
  - 桐朋女子中學校、高等學校（日语：桐朋女子中学校・高等学校）
  - 桐朋小學校（日语：桐朋小学校）
  - 桐朋幼稚園（日语：桐朋幼稚園）
  - 為了孩子的音樂教室（日语：子供のための音楽教室）
- 仙川Avenue Hall“ve quanto ho......”（日语：仙川アヴェニュー・ホール“ve quanto ho......”）
- 東京都立神代高等學校（日语：東京都立神代高等学校）
- 仙川湯煙之里（仙川ゆけむりの里）
- 祖師谷公園（日语：祖師谷公園）
- 三菱東京UFJ銀行仙川支店
- 世田谷區立烏山小學校（日语：世田谷区立烏山小学校）
- 世田谷區立上祖師谷中學校
- 至誠會第二醫院（日语：至誠会第二病院）
- 島忠（日语：島忠）HOME'S仙川店

### 路線巴士
仙川站周邊有有站前圓環的「仙川站」、車站北側越過甲州街道的「仙川」、車站南側桐朋學園旁小田急巴士「仙川站入口」、車站北側甲州街道京王巴士東的「仙川站入口」等4處巴士站。
- 小田急巴士
  - 仙川站
    - 仙01（日语：小田急バス狛江営業所）：仙川站 - 三鷹台站
    - 調布市迷你巴士（日语：調布市ミニバス）綠丘循環：仙川站→仙川→綠橋→柳川橋→仙川站
    - 無編號：仙川站 - 狛江營業所（班次少）
    - 無編號：仙川站 - 粕谷一丁目（班次少）

  - 仙川（小田急巴士本社前）
    - 鷹54（日语：小田急バス武蔵境営業所）：三鷹站 - 新川團地中央 - 仙川
    - 鷹54：三鷹站 - 中原三丁目 - 仙川
    - 鷹54：三鷹站 - 南浦 - 仙川
    - 吉03（日语：小田急バス吉祥寺営業所）：吉祥寺站中央口 - 新川 - 新川團地中央 - 仙川
    - 調布市迷你巴士綠丘循環：仙川站→仙川→綠橋→柳川橋→仙川站

  - 仙川站入口（車站南側）
    - 成04（日语：小田急バス狛江営業所）：成城學園前站北口 - 仙川站入口 - 狛江營業所-  調布站南口（部分止於狛江營業所）
    - 成05（日语：小田急バス狛江営業所）：成城學園前站北口 - 仙川站入口 - 狛江站北口
    - 無編號：成城學園前站北口 - 上祖師谷四丁目 - 仙川站入口 - 狛江營業所（班次少）
    - 無編號：仙川站 - 仙川站入口 - 狛江營業所（班次少）
    - 無編號：狛江營業所 - 仙川站入口 - 千歲烏山站南口（班次少）
- 京王巴士東
  - 仙川站、仙川站入口
    - 丘22（日语：京王バス東・調布営業所）：杜鵑丘站北口→仙川站入口（車站北側）→千歲烏山站→千歲船橋站（僅早晨）
    - 丘22：千歲船橋站→千歲烏山站→仙川站→杜鵑丘站北口（僅夜晚）

## 相鄰車站
京王電鐵
 京王線
■特急、■準特急、■急行
通過
■區間急行、■快速、■各站停車
千歲烏山（KO12）－仙川（KO13）－杜鵑丘（KO14）

## 外部連結
- 仙川 - 京王電鐵

35°39′44.3″N 139°35′5.6″E / 35.662306°N 139.584889°E